# Xylocopa grossa
Xylocopa grossa es un himenóptero ápido, una entre las cerca de quinientas especies de abejorros de hábitos carpinteros, pertenecientes al género Xylocopa establecido por Pierre André Latreille en 1802.

## Distribución
La distribución de estas abejas carpinteras hasta el momento es limitada, con presencia confirmada sólo en la isla de Jamaica, en el Caribe.

## Taxonomía
Xylocopa grossa fue descrita por Dru Drury en el primer tomo de su obra en tres volúmenes: «Illustrations of Natural History, Wherein are Exhibited Upwards of 240 Figures of Exotic Insects» publicada entre 1770 y 1787; luego revisada y reimpresa bajo el título: «Illustrations of Exotic Entomology: containing upwards of six hundred and fifty figures and descriptions of foreign insects, interspersed with remarks and reflections on their nature and properties» en 1837, por el editor británico Henry George Bohn, con la colaboración de John Obadiah Westwood.
Sinonimia
- Apis grossa (Drury, 1770), basónimo.
- Apis virens (Christ, 1791).
- Apis purpurascens (Fabricius, 1793).
- Apis iricolor (Kirby, 1802).